# Análise de partícula única

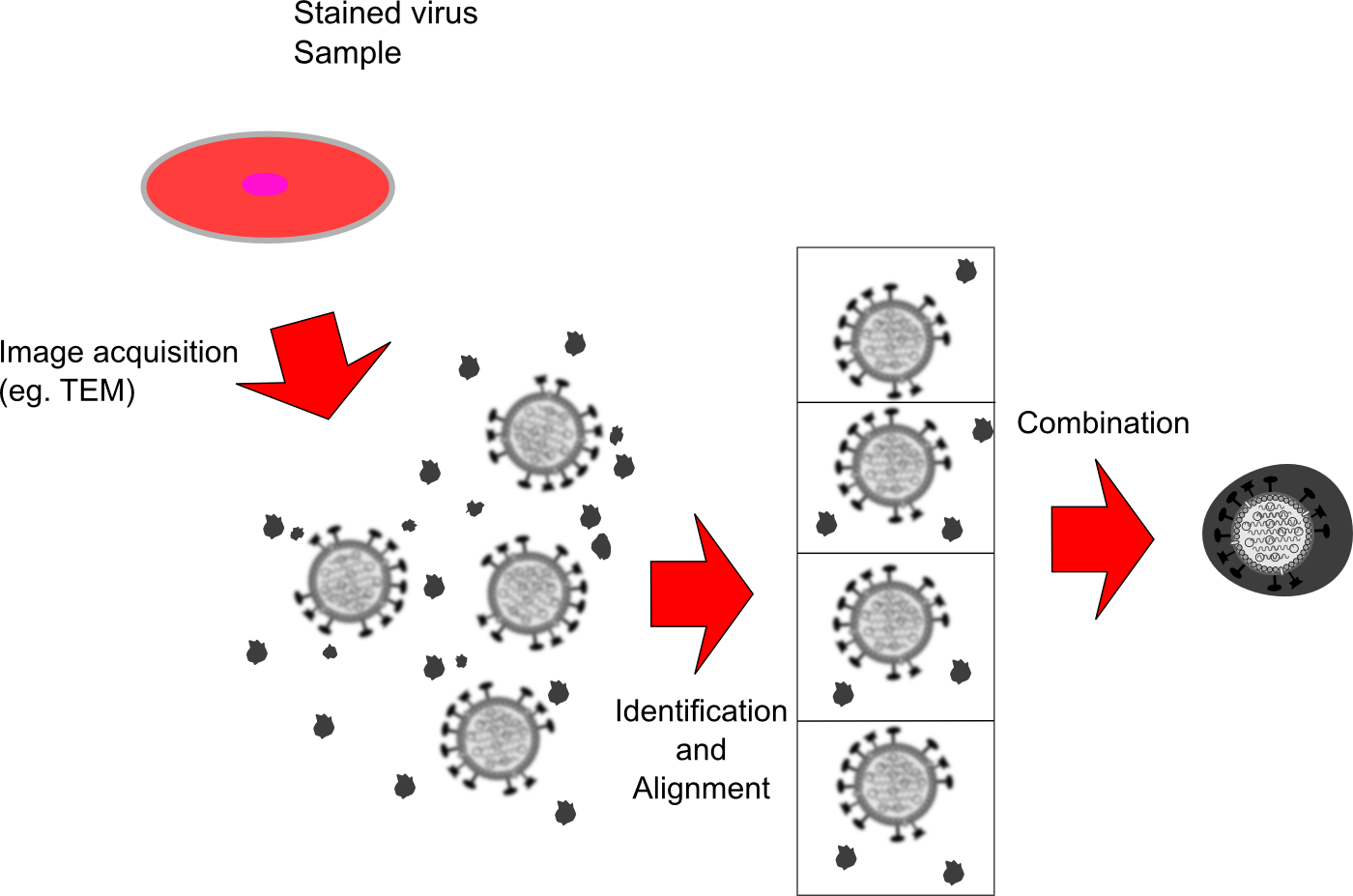
Análise de partícula única fraciona e obtém médias de muitas partículas de uma amostra, permitindo para algoritmos computacionais processarem as imagens individuais em uma imagem "representativa" combinada. Isto permite melhorias na relação sinal-ruído, e pode ser combinado com deconvolução para proporcionar melhorias limitadas na resolução espacial na imagem.

Análise de partícula única é um grupo de técnicas de processamento de imagem relacionadas usadas para analisar imagens de microscópio eletrônico de transmissão (MET). Estes métodos foram desenvolvidos para melhorar e estender a informação obtível de imagens de METs de amostras particuladas, tipicamente proteínas ou outras entidades ciológicas grandes tais como vírus Imagens individuais de partículas coloridas ou não coloridas (que passaram ou não por um processo de coloração para absorção de elétrons) causam muito ruído de sinal, e são difíceis de serem interpretadas. Combinando várias imagens digitalizadas de partículas similares em conjunto fornece uma imagem com características mais marcantes e com mais facilidade de serem interpretáveis. Uma extensão desta técnica utiliza métodos de partícula única para construir uma reconstrução tridimensional da partícula. Usando-se criomicroscopia eletrônica agora é possível gerar reconstruções com resolução sub-nanométrica e próxima da escala atômica  no caso de vírus altamente simétricos.